# Zalaszombatfa
Zalaszombatfa (szlovénül: Soboška vas, vendül Soboška ves) község (aprófalu) Zala vármegyében, a Lenti járásban. Közigazgatásilag a falu a rédicsi körjegyzőséghez tartozik. Lakossága kevesebb, mint 50 fő, Magyarország lakónépesség szerint negyvenkettedik legkisebb települése.

## Fekvése
Zalaszombatfa a Lendva síkságán, a magyar-szlovén határ közelében helyezkedik el.
A közvetlenül határos települések: észak-északkelet felől Resznek, kelet felől Belsősárd, délkelet felől Rédics, délnyugat felől pedig Szijártóháza.

### Megközelítése
Csak közúton közelíthető meg, a 86-os és a 75-ös főutak Rédics melletti csomópontja felől, mellékutakon (a 74 126-os, majd az abból kiágazó 74 127-es számú mellékúton), illetve Belsősárd központja felől egy (részben szilárd burkolat nélküli) önkormányzati úton.
Az ország távolabbi részei felől az említett főutak tekinthetők a legfontosabb közúti megközelítési útvonalainak, de a határ szlovén oldalán a település közelében halad el az A5-ös autópálya is.
A községbe napi négy autóbusz jár a járási székhely, Lenti felől.

## Története
Zalaszombatfa első említése 1335-ből való. Birtokosai egészen 1644-ig az alsólendvai Bánffyak voltak. Ekkor Nádasdy Tamás kezére jutott. A törökök nem dúlták fel a települést, ám a falu lakosait sokat dolgoztatták a lenti és az alsólendvai várakon.
Az alsólendvai járásban lévő település a trianoni békeszerződés hatására a magyar-jugoszláv határ magyar oldalára került, így elvágva korábbi természetes piacától pusztulásnak indult a település. Mára lakossága ötödére csökkent le, a közügyek mind Rédicsen zajlanak. A súlyosan elöregedett falu a turizmusban próbál megoldást találni a népesedési problémákra.

## Közélete

### Polgármesterei
- 1990–1994: Tüske Béla (független)[5]
- 1994–1998: Tüske Béla (független)[6]
- 1998–2002: Tüske Béla (független)[7]
- 2002–2006: Tüske Béla (független)[8]
- 2006–2010: Tüske Béla (független)[9]
- 2010–2014: Tüske Béla (független)[10]
- 2014–2019: Szabó Zoltán (független)[11]
- 2019–2024: Szabó Zoltán (független)[12]
- 2024– : Szabó Zoltán (független)[1]

## Gazdasága
Zalaszombatfa a vadászati jogok terén a Lenti "Szabadság" Vadásztársasághoz tartozik.

## Népesség
A település népességének változása:
| Lakosok száma | 45   | 47   | 47   | 51   | 44   | 44   | 38   |
|               | 2013 | 2014 | 2015 | 2021 | 2022 | 2023 | 2024 |

A 2011-es népszámlálás idején a nemzetiségi megoszlás a következő volt: magyar 100%. A lakosok 88,4%-a római katolikusnak vallotta magát (9,3% nem nyilatkozott).
2022-ben a lakosság 81,8%-a vallotta magát magyarnak, 9,1% németnek, 4,5% egyéb, nem hazai nemzetiségűnek (9,1% nem nyilatkozott; a kettős identitások miatt a végösszeg nagyobb lehet 100%-nál). Vallásuk szerint 56,8% volt római katolikus, 4,5% evangélikus, 2,3% református, 2,3% egyéb katolikus, 2,3% felekezeten kívüli (31,8% nem válaszolt).

## Nevezetességei
A település nevezetességei, látnivalói:
- Szent Péter és Pál-templom
- „Kódisállásos” lakóház (Kossuth u. 27.)
- Fumu és hetési szőttes szobor
- I. és II. világháborús emlékmű
- Régi iskolaépület (ma turistaház)
- Hagyományos kemence a régi iskolaépület kapuja előtt
- Kőkereszt, talapzatán három szoboralakkal (a temető közelében áll)
- Kebele-víztározó